# Varbergs BoIS
Varbergs Boll och Idrottsällskap (Varbergs BoIS) er en hallandsk idrætsforening (fodbold og brydning) fra Varberg, stiftet i år 1925. Fodboldholdet spiller i den bedste svenske række Allsvenskan. Klubben har (2021) spillet to sæsoner i Allsvenskan (2020 og 2021) og tyve sæsoner i den næsthøjeste serie (Superettan eller tilsvarende) 
Spillerdragten er grøn-sort stribede bluser, sorte bukser og sorte strømper.   Hjemmebane er Påskbergsvallen.